# Ruth Buscombe
Pour les articles homonymes, voir Buscombe.
Ruth Buscombe, née le 21 décembre 1989 à Londres,, est une ingénieure britannique exerçant en Formule 1, spécialisée dans les stratégies de course.
Diplômée de l'Université de Cambridge, elle commence sa carrière en Formule 1 en 2012 lorsqu'elle rejoint la Scuderia Ferrari en tant qu'ingénieur en développement de simulation puis stratège de course. Elle rejoint ensuite Haas F1 Team en novembre 2015, exerçant toujours dans le domaine de la stratégie. En juin 2016, elle quitte Haas et rejoint Sauber, aidant l'équipe à terminer devant son rival Manor Racing au Championnat des Constructeurs 2016.

## Biographie

### Enfance et éducation
En 2017, dans une interview par le journal britannique The Guardian, Ruth Buscombe décrit son enfance comme allant de « vouloir être une princesse, à devenir astronaute, puis à vouloir être en F1 », après s'être intéressée au sport automobile à l'âge de 11 ans. Elle cite par ailleurs les ingénieurs de Formule 1 James Allison et Paddy Lowe comme sources d'inspiration.
Elle fait ses études à la Forest School de Walthamstow, appréciant les mathématiques et la résolution des problèmes. Ses professeurs tentent de la décourager de se lancer dans une carrière d'ingénieur, se demandant pourquoi elle souhaite travailler dans une industrie dominée par les hommes.
Ruth Buscombe étudie le génie aérospatial et aérothermique au département d'ingénierie de l'Université de Cambridge. Son mémoire, portant sur l'effet du système de réduction de la traînée (DRS), est mené conjointement avec la Fédération internationale de l'automobile, sous la supervision de l'ancien directeur de l'équipe Jaguar, Tony Purnell. En 2012, Ruth Buscombe obtient son diplôme avec les first class honours,.

### Carrière
En 2012, immédiatement après avoir obtenu son diplôme, Ruth Buscombe entre en Formule 1 en intégrant l'équipe de la Scuderia Ferrari en tant qu'ingénieur en développement de simulation, où elle développe et met en œuvre des algorithmes. En mars 2013, elle est promue au poste de stratège de course, travaillant au siège de Ferrari, à Maranello,. Ruth Buscombe supervise, à distance depuis l'usine, les décisions stratégiques du pilote brésilien Felipe Massa, et plus tard celles du pilote finlandais Kimi Räikkönen,. Elle reste chez Ferrari jusqu'à la saison 2015, à l'issue de laquelle elle décide de rejoindre la toute nouvelle équipe Haas F1 en tant qu'ingénieur stratégique,, pour laquelle elle travaille directement dans les stands. Elle rejoint la campagne Dare to be Different en février 2016.
Les stratégies de Ruth Buscombe ont notamment permis au pilote français Romain Grosjean de finir deux fois de suite parmi les six premiers lors des deux premières courses de la saison, en Australie et à Bahreïn. Elle quitte Haas en juin 2016 à la suite de spéculations sur un désaccord. En septembre, elle est embauchée par Sauber dans le cadre d'une campagne de recrutement à la suite du rachat de l'écurie par Longbow Finance. Elle commence son nouvel emploi chez Sauber lors du Grand Prix de Malaisie. La même année, elle élabore une stratégie qui permet à Felipe Nasr de terminer neuvième lors du Grand Prix du Brésil, permettant à Sauber de dépasser Manor Racing, dixième au championnat des constructeurs.

## Divers
Ruth Buscombe est également ambassadrice de Dare to be Different.